# Enzo Ferné
Enzo Ferné (Alfonsine, 18 dicembre 1890 – Bologna, 25 aprile 1976) è stato un politico italiano.

## Biografia
Fu podestà di Bologna dal 23 novembre 1939 al 28 agosto 1943, succedendo a Luciano Di Castri. Ferné ebbe parte nello squadrismo e fu tra coloro che parteciparono alla marcia su Roma del 1922.